# Roan Wilson
Roan Roberto Wilson Gordon (Limón, 1 de mayo de 2002) es un futbolista costarricense que juega como pivote en el G. D. Chaves de la Segunda División de Portugal.

## Trayectoria

### Limón F. C.
Hizo su debut el 3 de febrero de 2019 en su carrera profesional con el Limón F. C. contra el Club Sport Cartaginés, entrando desde el banco de suplencia al minuto 75 en la derrota en el marcador 1-0. Tres días después volvía a tener participación, esta vez contra A. D. San Carlos, entrando al terreno de juego al minuto 63, siendo su primera victoria con el conjunto limonense.
En el 2021, Wilson empezaba a consolidarse con el Limón F. C., ya que disputó la mayoría de partidos en el torneo de clausura, llegando a jugar 18 de 22 partidos, y de la misma manera, sumando bastantes minutos desde temprana edad, con un total de 1,485 minutos. Aunque en ese mismo año, el Limón F. C. debía disputar los play-off de descenso, teniéndose que enfrentar al Sporting F. C., en la ida Roan tuvo participación, llegando a jugar todo el partido, finalizando con derrota en el marcador 0-1. En la segunda vuelta, Wilson volvió a tener participación, esta vez sumando 80 minutos, con el empate en el marcador 2-2 y el global 2-3, el Limón F. C. descendía a Segunda División de Costa Rica.
Estuvo con el Limón F. C. en la Segunda División de Costa Rica, pero no llegó a jugar ningún partido por problemas administrativos con el club, llegado al punto de que el Limón F. C. bajara a jugar en LINAFA, pero de la misma forma el Limón F. C. desaparecía del fútbol nacional, los problemas administrativos y no lograr pagar su deuda lo llevaron a desaparecer.

### Municipal Grecia
Después de la desaparición del Limón F. C., Roan no tuvo equipo. Cinco meses después el club de Municipal Grecia fichó a Roan Wilson el 20 de agosto de 2021. Disputó con los griegos en el torneo apertura 11 de 22 partidos y en el clausura llegó a ser jugador indiscutible para el Municipal Grecia siendo jugador titular en muchas ocasiones, Wilson anotó su primer gol, el 24 de abril de 2022 contra el Guadalupe F. C. en el minuto 45, y con el marcador 3-2, el Municipal Grecia logró vencer ante Guadalupe. Wilson jugó en un total de 21 de 22 partidos con el Municipal Grecia en el Torneo Clausura.

### Gil Vicente F. C.
El 28 de enero de 2023 se unió al Gil Vicente F. C. por un contrato de dos años. El 26 de febrero realizó su debut en la Primeira Liga contra el F. C. Oporto, ingresó de cambio al minuto 82 en la victoria 1-2.

### G. D. Chaves
El 5 de julio de 2024, se oficializó su fichaje al G. D. Chaves en condición de préstamo. El 10 de agosto, debutó contra el Viseu F. C. en el que disputó 71 minutos en un encuentro que finalizó por la derrota 2-1.
Para la temporada 2025-26, Wilson pasó a ser ficha definitiva del G. D. Chaves, finalizando su contrato con el Gil Vicente F. C., tras llegar como agente libre. El 10 de agosto de 2025, debutó por la temporada en la jornada uno contra el S. L. Benfica "B", Roan ingresó desde el minuto 83 y el encuentro finalizó en el empate 1-1.

## Selección nacional

### Categorías inferiores
Fue convocado por el técnico argentino Cristian Salomón para representar a la selección sub-17 de Costa Rica, para los partidos de Campeonato Sub-17 de la Concacaf de 2019. Wilson jugó toda la primera fase, logrando empatar contra Panamá (2-2), ganando ante Curazao (0-3), y con goleada a Surinam (0-6), logrando clasificar a octavos de final. En octavos de final, se enfrentaba a la selección de Nicaragua, Roan estuvo en el banco de suplencia, entrando al terreno de juego en el minuto 55, Costa Rica lograba vencer a Nicaragua con el marcador 2-1, avanzando a cuartos de final. En cuartos de final, Wilson volvió a tener participación, esta vez, contra la selección de Canadá, el marcador se encontraba 1-1, por lo que se tenía que jugar a la prórroga, Wilson entró de cambio al minuto 96, teniendo que enfrentarse ambas selecciones en tanda de penales, siendo derrotada con el marcador 3-4, por lo que Roan Wilson cerraba su participación en el campeonato con la selección de Costa Rica sub-17.

#### Participaciones internacionales
| Competición                              | Sede           | Resultado        | Partidos | Goles |
| ---------------------------------------- | -------------- | ---------------- | -------- | ----- |
| Campeonato Sub-17 de la Concacaf de 2019 | Estados Unidos | Cuartos de final | 5        | 0     |

### Selección absoluta
Fue convocado por el técnico colombiano Luis Fernando Suárez para los microciclos de las Eliminatorias Catar 2022, aunque no estuvo convocado a ninguna eliminatoria, en varias ocasiones era llamado para jugar los microciclos.
El 13 de mayo de 2022, Wilson fue convocado para los microciclos de la Liga de Naciones de la Concacaf 2022-23, en lo que estuvieron 2 semanas entrenando en el Complejo Deportivo FCRF-Plycem. El 2 de junio, realizó su debut con la selección de Costa Rica en el torneo de la Liga de Naciones de la Concacaf contra Panamá, entrando al terreno de juego, sustituyendo a Orlando Galo en el minuto 79, llegando a ser su primera derrota con la selección nacional, cayendo derrotada contra los panameños en el marcador 2-0. Tres días después, Costa Rica se enfrentaba ante la selección de Martinica, Roan Wilson estuvo en el banco de suplencia en la victoria de Costa Rica contra Martinica en el marcador 2-0.
El 16 de septiembre de 2022, fue convocado para los partidos amistosos previo a la Copa Mundial 2022 en suelo asiático contra Corea del Sur y Uzbekistán. El 23 de septiembre ingresó de cambio en la parte complementaria contra Corea del Sur al minuto 45, con la finalización en el empate 2-2. En el partido contra Uzbekistán no fue convocado, el equipo nacional logró obtener la victoria 1-2.
El 3 de noviembre de 2022, el técnico Luis Fernando Suárez, realizó la conferencia de prensa de los 26 jugadores que viajarían a Catar para el evento de la Copa Mundial de Fútbol de 2022, Wilson fue parte de los nombres de la nómina. El 9 de noviembre, tuvo un partido amistoso contra Nigeria, siendo su primera ocasión alineado como titular, disputó un total de 67 minutos, realizando una participación destacada ante los nigerianos en la victoria 2-0. El 1 de diciembre, debutó en la Copa Mundial de 2022 en el partido contra Alemania, ingresó de cambio al minuto 90+4 por Yeltsin Tejeda, para después finalizar con derrota 2-4, sellando la participación de la selección de Costa Rica en primera fase de grupos con 3 puntos, Wilson se mantuvo en el banco de suplencia en los partidos anteriores contra España y Japón.
El 17 de marzo de 2023, fue convocado para afrontar los partidos de la Liga de Naciones de la Concacaf 2022-23 contra Martinica y Panamá. El 25 de marzo estuvo en el banco de suplencia sin ver minutos contra Martinica por la victoria 1-2. Tres días después, Wilson se enfrentó contra Panamá, ingresando al terreno de juego al minuto ochenta y nueve, por la derrota 0-1.
El 2 de junio de 2023, se oficializó la convocatoria para los partidos amistosos y la competición de la Copa de Oro de la Concacaf 2023, en el que Roan estuvo dentro de la convocatoria. El 15 de junio, Costa Rica se enfrentó ante Guatemala en un partido amistoso, Wilson ingresó de cambio al minuto 75 por la derrota 0-1. Cinco días después, Roan se enfrentó contra Ecuador, disputando setenta y cinco minutos por la derrota 3-1. Wilson no tuvo minutos por la Copa Oro contra las selecciones de Panamá (derrota 1-2) y El Salvador (empate 0-0). Su debut se produjo el 4 de julio de la competición contra Martinica, en el que ingresó al minuto 75 por la victoria 6-4, logrando clasificar a octavos de final en la segunda posición de la fase de grupos. El 6 de julio, Roan fue retirado del plantel debido a una lesión.

#### Participaciones internacionales
| Competición                             | Sede                    | Resultado        | Partidos | Goles |
| --------------------------------------- | ----------------------- | ---------------- | -------- | ----- |
| Liga de Naciones de la Concacaf 2022-23 | Concacaf                | Fase de grupos   | 2        | 0     |
| Copa de Oro de la Concacaf 2023         | Estados Unidos · Canadá | Cuartos de final | 1        | 0     |

#### Participaciones en Copas del Mundo
| Mundial              | Sede  | Resultado      | Partidos | Goles |
| -------------------- | ----- | -------------- | -------- | ----- |
| Copa Mundial de 2022 | Catar | Fase de grupos | 1        | 0     |

## Estadísticas

### Clubes
Actualizado al último partido jugado el 16 de agosto de 2025.
| Club                          | Div.          | Temporada     | Liga  | Liga  | Liga   | Copas nacionales | Copas nacionales | Copas nacionales | Copas internacionales | Copas internacionales | Copas internacionales | Total | Total | Total  |
| Club                          | Div.          | Temporada     | Part. | Goles | Asist. | Part.            | Goles            | Asist.           | Part.                 | Goles                 | Asist.                | Part. | Goles | Asist. |
| ----------------------------- | ------------- | ------------- | ----- | ----- | ------ | ---------------- | ---------------- | ---------------- | --------------------- | --------------------- | --------------------- | ----- | ----- | ------ |
| Limón F. C. · Costa Rica      |               |               |       |       |        |                  |                  |                  |                       |                       |                       |       |       |        |
| 1.ª                           | 2018-19       | 2             | 0     | 0     | —      | —                | —                | —                | —                     | —                     | 2                     | 0     | 0     |        |
| 1.ª                           | 2019-20       | 19            | 1     | 0     | —      | —                | —                | —                | —                     | —                     | 19                    | 1     | 0     |        |
| 1.ª                           | 2020-21       | 27            | 1     | 1     | —      | —                | —                | —                | —                     | —                     | 27                    | 1     | 1     |        |
| Total club                    | Total club    | 48            | 2     | 1     | 0      | 0                | 0                | 0                | 0                     | 0                     | 48                    | 2     | 1     |        |
| Municipal Grecia · Costa Rica |               |               |       |       |        |                  |                  |                  |                       |                       |                       |       |       |        |
| 1.ª                           | 2021-22       | 32            | 1     | 2     | —      | —                | —                | —                | —                     | —                     | 32                    | 1     | 2     |        |
| 1.ª                           | 2022-23       | 13            | 0     | 3     | —      | —                | —                | —                | —                     | —                     | 13                    | 0     | 3     |        |
| Total club                    | Total club    | 45            | 1     | 5     | 0      | 0                | 0                | 0                | 0                     | 0                     | 45                    | 1     | 5     |        |
| Gil Vicente Portugal          |               |               |       |       |        |                  |                  |                  |                       |                       |                       |       |       |        |
| 1.ª                           | 2022-23       | 5             | 0     | 0     | —      | —                | —                | —                | —                     | —                     | 5                     | 0     | 0     |        |
| 1.ª                           | 2023-24       | 9             | 1     | 0     | 3      | 0                | 0                | —                | —                     | —                     | 12                    | 1     | 0     |        |
| Total club                    | Total club    | 14            | 1     | 0     | 3      | 0                | 0                | 0                | 0                     | 0                     | 17                    | 1     | 0     |        |
| G. D. Chaves Portugal         |               |               |       |       |        |                  |                  |                  |                       |                       |                       |       |       |        |
| 2.ª                           | 2024-25       | 26            | 0     | 0     | 2      | 0                | 0                | —                | —                     | —                     | 28                    | 0     | 0     |        |
| 2.ª                           | 2025-26       | 2             | 0     | 0     | 0      | 0                | 0                | —                | —                     | —                     | 2                     | 0     | 0     |        |
| Total club                    | Total club    | 28            | 0     | 0     | 2      | 0                | 0                | 0                | 0                     | 0                     | 30                    | 0     | 0     |        |
| Total carrera                 | Total carrera | Total carrera | 135   | 4     | 6      | 5                | 0                | 0                | 0                     | 0                     | 0                     | 140   | 4     | 6      |
| 1. Fuente:Transfermarkt       |               |               |       |       |        |                  |                  |                  |                       |                       |                       |       |       |        |

### Selección de Costa Rica
Actualizado al último partido jugado el 4 de julio de 2023.
| Selección                                            | Año | Eliminatorias | Eliminatorias | Eliminatorias | Continental | Continental | Continental | Mundial | Mundial | Mundial | Amistosos | Amistosos | Amistosos | Total | Total | Total  |
| Selección                                            | Año | Part.         | Goles         | Asist.        | Part.       | Goles       | Asist.      | Part.   | Goles   | Asist.  | Part.     | Goles     | Asist.    | Part. | Goles | Asist. |
| ---------------------------------------------------- | --- | ------------- | ------------- | ------------- | ----------- | ----------- | ----------- | ------- | ------- | ------- | --------- | --------- | --------- | ----- | ----- | ------ |
| Absoluta · Costa Rica                                |     |               |               |               |             |             |             |         |         |         |           |           |           |       |       |        |
| 2022                                                 | —   | —             | —             | 1             | 0           | 0           | 1           | 0       | 0       | 2       | 0         | 0         | 4         | 0     | 0     |        |
| 2023                                                 | —   | —             | —             | 2             | 0           | 0           | —           | —       | —       | 2       | 0         | 0         | 4         | 0     | 0     |        |
| Total                                                | 0   | 0             | 0             | 3             | 0           | 0           | 1           | 0       | 0       | 4       | 0         | 0         | 8         | 0     | 0     |        |
| 1. 2. Fuente:Transfermarkt / National Football Teams |     |               |               |               |             |             |             |         |         |         |           |           |           |       |       |        |